# Sîngerei
Sîngerei is een gemeente - met stadstitel - en de hoofdplaats van de Moldavische bestuurlijke eenheid (unitate administrativ-teritorială) Sîngerei.
De gemeente telt, samen met deelgemeente Vrănești, 15.300 inwoners (01-01-2012).
FC Veris is de lokale voetbalclub.